# Srimulyo (Bayung Lencir)
Srimulyo is een bestuurslaag in het regentschap Musi Banyuasin van de provincie Zuid-Sumatra, Indonesië. Srimulyo telt 2147 inwoners (volkstelling 2010).